# Lanius tephronotus
A Lanius tephronotus a madarak osztályának verébalakúak (Passeriformes) rendjén belül a gébicsfélék (Laniidaee) családjába tartozó faj.

## Rendszerezése
A fajt Nicholas Aylward Vigors ír zoológus írta le 1831-ben, a Collurio nembe Collurio tephronotus néven.

## Alfajai
- Lanius tephronotus lahulensis Koelz, 1950
- Lanius tephronotus tephronotus (Vigors, 1831)[2]

## Előfordulása
Dél- és Délkelet-Ázsiában, Banglades, Bhután, Kambodzsa, Kína, India, Laosz, Mianmar, Nepál, Pakisztán, Thaiföld és Vietnám területén honos. 
Természetes élőhelyei a szubtrópusi és trópusi síkvidéki és hegyi esőerdők, gyepek és cserjések, valamint másodlagos erdők, szántóföldek és vidéki kertek. Vonuló faj.

## Megjelenése
Testhossza 23 centiméter, testtömege 39-54 gramm.
|  |

## Természetvédelmi helyzete
Az elterjedési területe rendkívül nagy, egyedszáma pedig stabil. A Természetvédelmi Világszövetség Vörös listáján nem fenyegetett fajként szerepel.

## További információ
- Képek az interneten a fajról
- Xeno-canto.org - a faj hangja és elterjedési területe